# Zeljko Marasovich
Željko Marasović est un pianiste, organiste et compositeur croate, né le 3 novembre 1951 à Zagreb (Croatie) et mort le 3 août 2021 à Los Angeles.

## Biographie
Marasović étudie le piano avec Ivo Maček, l'orgue avec Vlasta Hranilović et Žarko Dropulić et la composition à l'académie de musique de Zagreb (en), où il obtient des diplômes en 1974. Plus tard, il étudie au conservatoire Sainte-Cécile de Rome. Il obtient une maîtrise en musique de l'école de musique Thornton (en) de Los Angeles.
Marasović est considéré comme l'un des organistes les plus éminents de sa génération en Croatie, avec Anđelko Klobučar et Hvalimira Bledšnajder, se produisant également comme organiste de l'Orchestre philharmonique de Zagreb. Avec Anđelko Klobučar, il est l'un des rares organistes croates à se produire aux orgues de Notre-Dame de Paris.
Il réalise de nombreux enregistrements pour le label Jugoton entre 1974 et 1985, date à laquelle il s'installe à Los Angeles.

## Filmographie
- 1984 : Ellis Island, les portes de l'espoir ("Ellis Island") (feuilleton TV)
- 1987 : Testimony
- 1992 : The Real West (série télévisée)
- 1993 : Civil War Journal (série télévisée)
- 1994 : Ancient Prophecies (TV)
- 1994 : Titanic: The Legend Lives On (TV)
- 1994 : The American Revolution (TV)
- 1995 : The Last Days of World War II (TV)
- 1996 : Ancient Mysteries (série télévisée)
- 1996 : Mummies: Tales from the Egyptian Crypts (TV)
- 1997 : The St. Valentine's Day Massacre (TV)
- 1998 : Hidden Treasures (série télévisée)
- 1998 : The Big House (série télévisée)
- 1998 : The Irish in America: Long Journey Home (feuilleton TV)
- 1999 : Civil War Combat: America's Bloodiest Battles (TV)
- 2000 : Civil War Combat: The Bloody Lane at Antietam (TV)
- 2002 : Modern Marvels (TV)
- 2002 : Train Wrecks (TV)
- 2007 : Orangelove
- 2007 : Spiritual Warriors
- 2009 : Pavle the Boy
- 2009 : Blossom
- 2009 : The Show Must Go On